# Eristalis horticola
Eristalis horticola es una especie de díptero de la familia de los sírfidos. Se distribuyen por el paleártico y el norte del subcontinente Indio.